# Đức Huy
Đức Huy (sinh ngày 10 tháng 6 năm 1947) là một ca sĩ, nhạc sĩ người Việt Nam. Ông có nhiều ca khúc được khán giả Việt yêu thích, được xem là một trong nhạc sĩ tiêu biểu của dòng nhạc hải ngoại.

## Thân thế
Tên đầy đủ của ông là Đặng Đức Huy, sinh ngày 10 tháng 6 năm 1947 tại Nam Định, tuy nhiên bố mẹ ông sống ở Sơn Tây, Hà Nội, Việt Nam. Sinh trưởng trong một gia đình Công giáo, từ năm 4 tuổi ông có cuộc sống không ổn định, hết ở với cô lại đến ở với bác. Năm 1954, ông cùng gia đình di cư vào Nam. Gia đình ông lưu lạc nhiều nơi, từ Đà Nẵng, Đà Lạt, qua Nha Trang, sau cùng định cư tại Sài Gòn.

## Bước vào sự nghiệp âm nhạc
Tài năng âm nhạc của ông được người anh họ Nguyễn Tuấn Khanh (tức nhạc sĩ Nguyễn Vũ) phát hiện và đào tạo khi mới 15 tuổi. Khi đó gia đình ông vẫn còn cư trú tại Đà Lạt. Bấy giờ ông đang theo học trung học tại trường Nguyễn Trãi (Sài Gòn). Dưới sự hướng dẫn của người anh họ, mà về sau cũng là một nhạc sĩ lừng danh với nghệ danh Nguyễn Vũ, ông sớm biểu hiện khả năng âm nhạc. Năm 1963, ngay khi còn đang học Trung học, ông đã được một ban nhạc trẻ nhà nghề Les Vampires mời tham gia với vai trò nhạc công.
Sau khi tốt nghiệp Trung học, ông thi vào Đại học Văn khoa Sài Gòn, khoa Văn chương Anh. Thời gian sinh viên, ông tham gia nhiều ban nhạc trẻ như Crazy Boys, Revolution, Strawbery Four và bắt đầu sáng tác. Nhạc phẩm đầu tay của ông sáng tác năm 1967 mang tên "Khóc hạ", tuy nhiên không được công bố. Hai năm sau, năm 1969, ông công bố nhạc phẩm "Cơn mưa phùn", được thính giả trẻ bấy giờ đón nhận nồng nhiệt.
Tốt nghiệp Đại học Văn khoa năm 1972, ông nhận được lệnh động viên nhập ngũ vào Quân lực Việt Nam Cộng hòa. Dù có bằng Đại học và khả năng Anh ngữ tốt, ông không chọn con đường học tiếp sĩ quan mà trở thành một binh nhì địa phương đóng quân ở Bình Dương. Trong thời gian quân ngũ, ông vẫn tiếp tục sáng tác và tham gia biểu diễn.

## Đời sống ở hải ngoại
Vào những ngày cuối tháng 4 năm 1975, ông không kịp về với gia đình để cùng di tản. Do thất lạc gia đình, ông sang tị nạn ở Philippines một thời gian. Do khả năng ngoại ngữ tốt, ông tham gia tổ chức giúp người tị nạn. Được sự giới thiệu của một người bạn Mỹ là phóng viên, ông nhận lời làm người chăm sóc cho 2 đứa trẻ lai Việt mới 7 tháng tuổi để đổi lại cơ hội được rời trại sớm để đến được San Francisco, Hoa Kỳ.
Khi đến được Hoa Kỳ, bấy giờ ông chỉ có vỏn vẹn 30 USD trong túi. Công việc sinh kế đầu tiên của ông là phục vụ trong một nhà hàng Việt Nam. Sau một thời gian, nhờ tiếng tăm chơi nhạc khi còn ở Việt Nam, nên qua giới thiệu của một người Hàn Quốc, ông gia nhập giới chơi nhạc San Francisco, vừa hát vừa đàn cho một ban nhạc ở khu phố Tàu. Ông cũng theo học thêm một thời gian về nhạc căn bản và hòa âm tại trường San Francisco City College.
Năm 1985, ông bắt đầu con đường âm nhạc chuyên nghiệp, cùng ban nhạc biểu diễn trên một chiếc du thuyền, đi khắp Tahiti, Caribe, Jamaica, México trong 4 năm. Thời gian này, ông gặp một nữ ca sĩ nghiệp dư có nghệ danh Thảo My. Năm 1989, ông cùng ca sĩ Thảo My kết hôn và định cư tại California. Để sinh kế, ông học nghề nhiếp ảnh nhưng bỏ dở chỉ sau 1 năm. Ông trở lại nghề biểu diễn cùng với vợ mình, trong giới cộng đồng người Việt tại Hoa Kỳ.
Tuy nhiên, sau 13 năm chung sống, nhạc sĩ Đức Huy và ca sĩ Thảo My đã ly dị. Trong khoảng thời gian mưu sinh ở Mỹ, ông đã từng làm phục vụ trong nhà hàng, rồi mở nhà hàng, mở phòng thu nhạc.
Đức Huy thỉnh thoảng xuất hiện trong các chương trình của các trung tâm băng nhạc lớn nhỏ khác nhau. Đặc biệt, trung tâm Thúy Nga đã từng thực hiện chương trình để vinh danh dòng nhạc của ông:
- Paris By Night 33 - Nhạc Tình Đức Huy (1995)
- Paris By Night 118 - 50 Năm Âm Nhạc Đức Huy (2016)

Riêng trung tâm Thúy Nga ông còn xuất hiện với vai trò ban giám khảo:
- Paris By Night 86 - PBN Talent Show - Semi-Finals (2007)
- Paris By Night 87 - PBN Talent Show - Finals (2007)
- Paris By Night 93 - Celebrity Dancing (2008)
- Paris By Night 97 - Celebrity Dancing 2 (2009)

Ngoai Nhạc sĩ, ông cũng được Trung tâm khác biệt như Asia và Vân Sơn làm vai MC:
- Asia 19 - Tác Giả & Tác Phẩm 2 (1998)
- Asia 22 - Dạ Vũ Quốc Tế - Những Nhịp Điệu Của Thế Giới (1998)
- Asia 24 - In Las Vegas (1999)
- Asia 35 - Dạ Vũ Quốc Tế 3 (2001)
- Vân Sơn 50 - Vân Sơn in Việt Nam - Chuyện Tình Quê Hương Tôi (2013)

## Các tiết mục trình diễn trên sân khấu hải ngoại

### Trung Tâm Thúy Nga
| STT | Tiết mục | Thể hiện với                     | Chương trình       | Năm  |
| --- | --- | -------------------------------- | ------------------ | ---- |
| 1   | Và Tôi Cũng Yêu Em (Đức Huy) | Don Hồ, Henry Chúc               | Paris by Night 33  | 1995 |
| 2   | Và Con Tim Đã Vui Trở Lại (Đức Huy) | Hợp Ca                           | Paris by Night 33  | 1995 |
| 3   | Còn Mãi Thương Yêu (Đức Huy) | Thảo My                          | Paris by Night 39  | 1997 |
| 4   | LK Lời Yêu Thươngː Kiếp Đam Mê (LVː Duy Quang), Để Quên Con Tim (Đức Huy), Tình Tự Mùa Xuân (Từ Công Phụng), Anh Yêu Em (Phạm Duy, Nguyễn Long), Lời Yêu Thương (Đức Huy) | Duy Quang, Tuấn Ngọc, Thái Châu  | Paris by Night 94  | 2008 |
| 5   | Tiếng Đàn Guitar (Đức Huy) | solo                             | Paris by Night 118 | 2016 |
| 6   | Hài Kịch: Fan Cuồng | Chí Tài, Hoài Linh, Trường Giang | Paris by Night 118 | 2016 |

### Trung Tâm Asia
| STT | Tiết mục                | Thể hiện với | Chương trình | Năm  |
| --- | ----------------------- | ------------ | ------------ | ---- |
| 1   | Giống Như Tôi (Đức Huy) | solo         | Asia 22      | 1998 |
| 2   | Một Tình Yêu (Đức Huy)  | solo         | Asia 35      | 2001 |

### Trung Tâm Vân Sơn
| STT | Tiết mục                                  | Thể hiện với  | Chương trình | Năm  |
| --- | ----------------------------------------- | ------------- | ------------ | ---- |
| 1   | Nụ Cười Saigon (Nguyễn Hà)                | Jennifer Phạm | Vân Sơn 50   | 2014 |
| 2   | LK Đức Huy: Cơn Mưa Phùn, Để Quên Con Tim | Tuấn Ngọc     | Vân Sơn 50   | 2014 |

## Hoạt động tại Việt Nam
Từ năm 2004 đến nay, ông nhiều lần về nước biểu diễn, xuất hiện trong nhiều chương trình ca nhạc như Duyên dáng Việt Nam... Ông đã phát hành album mang tên Và con tim đã vui trở lại năm 2005 và tổ chức liveshow riêng cùng tên vào năm 2007. Ông cũng từng tham gia làm giám khảo cho cuộc thi Bước nhảy hoàn vũ 2011 và Gương mặt thân quen.
Hiện nay ông đã về định cư hẳn tại Việt Nam, tái hôn năm 2013, với một cô gái kém 44 tuổi vốn là fan hâm mộ ông. Hai người đã có một con trai (sinh năm 2015) và một con gái (sinh năm 2018).

## Danh mục ca khúc
- 999 đóa hồng (viết lời Việt, 1994)
- Bài hát tình yêu
- Bài tôn vinh mẹ (1993)
- Bay đi cánh chim biển (1972)
- Chiều hôm nay (1992)
- Chiều thứ ba
- Chiều tôi vội vàng
- Chiều vàng nhung nhớ (1993)
- Chim biển
- Cho anh giữ lại (1991)
- Còn mãi thương yêu (1997)
- Cơn mưa phùn (1968)
- Dấu yêu ngày xưa
- Đàn chim tha phương
- Để quên con tim (1982)
- Đến bên anh
- Đỗ Quỳnh Hương
- Đừng xa em đêm nay (1993)
- Đường xa ướt mưa
- Em đi (với Phù Du, 1983)
- Em là thành phố
- Giấc mơ trong mộng (1995)
- Giống như tôi (2000)
- Hát cho tôi (1997)
- Hát lời tình yêu (đồng sáng tác với Trúc Hồ)
- Hawaiian smile
- Hoang vu
- Khóc một dòng sông (1984)
- Lâm sao tôi quên được (với Ngọc Dzao)
- Lời nguyện dâng mẹ (1993)
- Lời ru mùa đông
- Lời yêu thương (lời Việt của "Jamaica farewell")
- Luôn luôn mãi mãi (1991)
- Mãi mãi còn yêu anh (viết lời Việt, 1996)
- Mãi một mình
- Màu mắt nhung (1989)
- Mẹ (1996)
- Mối tình xưa (viết lời Việt, 1996)
- Một tình yêu (1989)
- Mùa đông sắp đến (1983)
- Mùa hè đẹp nhất
- Mùa thu ru em
- Mùa thu trong nỗi nhớ (viết lời Việt, 1996)
- Mùa xuân tình yêu (viết lời Việt)
- Mùa xuân trong đôi mắt em (1993)
- Nếu xa nhau (1970)
- Ngày mai chiều tối vội vàng
- Ngọn lửa thiêng (1993)
- Người bạn thân tên buồn
- Người tình trăm năm (1989)
- Người tình Việt Nam (viết lời Việt)
- Như đã dấu yêu (1990)
- Những đêm trăng tròn (1997)
- Ơn cứu rỗi (1993)
- Phố nhỏ (với Phù Du)
- Sao vẫn còn mưa rơi
- Thêm một lần nữa
- Thoáng mây bay (1972)
- Tiếng buồn trong đêm (viết lời Việt, 1996)
- Tiếng đàn guitar (2010)
- Tiếng mưa đêm (1989)
- Tình yêu chúa ngôi hai (1993)
- Tình yêu lần cuối
- Tình yêu vội đi
- Trái tim ngục tù (1992)
- Trong vòng tay (1993)
- Trông cậy vào mẹ (1993)
- Trying to get you back
- Tuần trăng mật
- Và con tim đã vui trở lại (1989)
- Và tôi cũng yêu em
- Vẫn còn yêu người (viết lời Việt)
- Vắng anh trời tối (viết lời Việt, 1996)
- Vầng trăng năm xưa (viết lời Việt, 1996)
- Vườn dịa đàng (1990)
- We'll make this last
- White sandy beach
- Xin một ngày mai có nhau (1980)
- Yêu em dài lâu
- Yêu em trong bóng tối (1997)
- Yêu lần đầu